# Dendroiulus foveolatus
Dendroiulus foveolatus är en mångfotingart som beskrevs av Christoph D. Schubart 1932. Dendroiulus foveolatus ingår i släktet Dendroiulus och familjen kejsardubbelfotingar. Inga underarter finns listade i Catalogue of Life.